# Monument préhistorique de Praia das Maçãs
Le monument préhistorique de Praia das Maçãs (la Plage des Pommes, en français), également connu sous le nom de Tholos d'Outeiro das Mós, est un site archéologique du Néolithique récent, composé d'une grotte artificielle et d'une tombe en forme de tholos. Il est situé dans la freguesia de Colares de la commune de Sintra, dans le district de Lisbonne, au Portugal,. Il est classé Monument national depuis 1974.

## Historique
Après la découverte du site par un ouvrier agricole en 1927, le Musée national d'archéologie de Lisbonne a mené des fouilles limitées, mais le site n'a guère été réellement étudié avant que les archéologues Vera Leisner, Georges Zbyszewski et Octávio da Veiga Ferreira le fouillent à partir de 1969, après avoir vu des objets découverts par un collectionneur privé dans les années 1930. D'autres recherches ont été menés par la municipalité de Sintra en 1981.
Le site a été classé Monument national en 1974. Entouré d'habitations, il a été désigné zone de protection spéciale et toute construction y est interdite.

## Description
La grotte artificielle, d'un diamètre d'environ 2 m, était à l'origine recouverte de dalles en pierre. Le tholos, plus récent, était composé d'une chambre circulaire d'environ 5,50 m de diamètre. Les murs étaient construits avec des dalles de calcaire placées horizontalement. Un pilier était élevé au centre pour soutenir un dôme. Un couloir d'accès, d'environ 3,50 m de long, reliait la chambre à un atrium de 2 m de large.

## Datation
La grotte artificielle a probablement été creusée dans la roche durant la seconde moitié du IVe  ou au début du  IIIe millénaire av. J.-C. Le tholos a été ajouté ultérieurement. Le site est considéré comme un bon exemple de réappropriation de lieux symboliques, permettant la coexistence de pratiques funéraires de deux époques différentes dans un même espace.

## Vestiges archéologiques
Parmi les objets découverts sur le site figurent des microlithes géométriques, des pointes de flèches, des haches polies et des idoles cylindriques. Ceux-ci sont conservés au Musée national d'archéologie de Lisbonne et au Musée régional de Sintra.

## Mise en valeur
Le projet de la ville de Sintra et de la Direction générale du patrimoine culturel visant à transformer le complexe archéologique en espace muséal, évoqué pour la première fois en 2001, n'a pas encore été mis en œuvre. Pour le protéger, le site a été recouvert de sable et il reste peu de vestiges actuellement visibles.

## Galerie

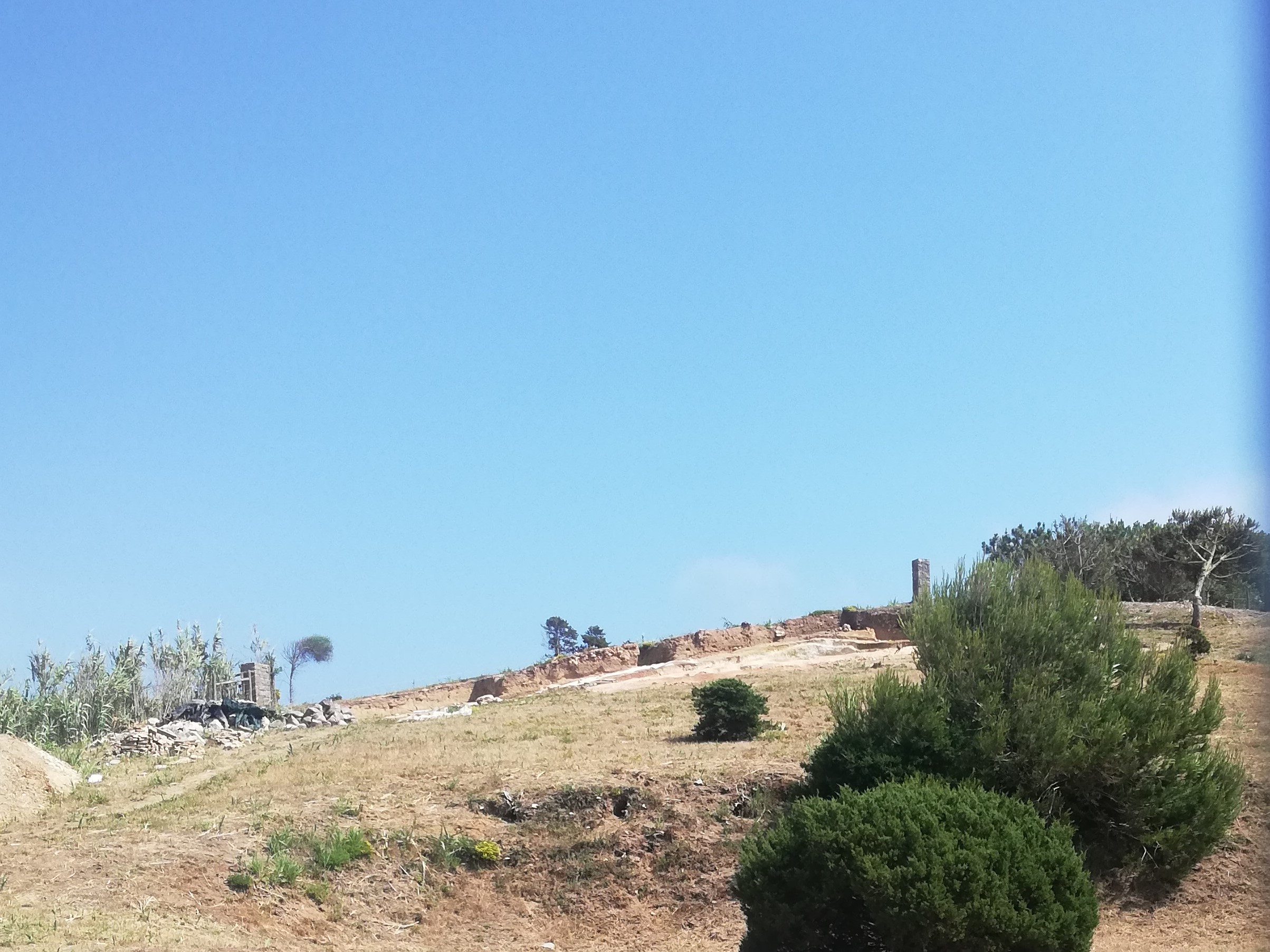
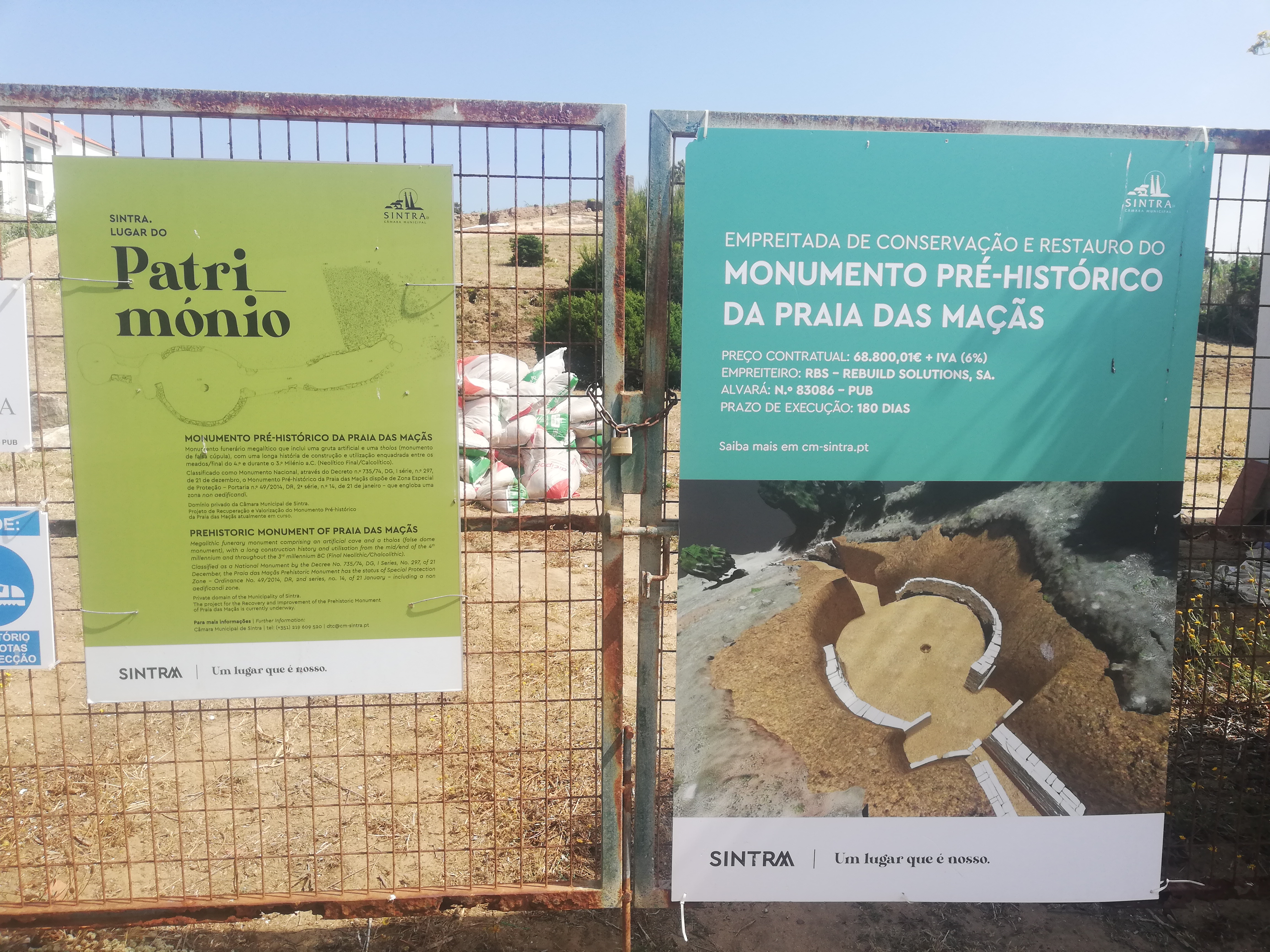